# کنستانتین باربو
کنستانتین باربو (انگلیسی: Constantin Barbu؛ زادهٔ ۱۶ مهٔ ۱۹۷۱) بازیکن فوتبال اهل رومانی است که در پست هافبک تهاجمی بازی می‌کرد.
وی همچنین در تیم ملی فوتبال رومانی بازی کرده‌است.